# اچ‌ام‌اس ویل د پاریس
اچ‌ام‌اس ویل د پاریس (به انگلیسی: HMS Ville de Paris) یک کشتی بود که طول آن ۱۹۰ فوت (۵۸ متر) بود. این کشتی در سال ۱۷۹۵ ساخته شد.